# Nokia 1280
Nokia 1280 là một chiếc điện thoại di động cơ bản với 2 băng tần GSM được thiết kế bởi Nokia và được ra mắt vào tháng 11/2009 và phát hành vào tháng 3/2010 cho các nước đang phát triển. Nó có kiểu dáng thanh cổ điển, nhẹ và có thời lượng sử dụng lâu dài.

## Thông số kỹ thuật
- Thời gian chờ: 528 giờ
- Thời gian đàm thoại: 8 giờ 30 phút
- Mạng: Mạng 2G: 900/1800 MHz
- Báo rung
- Quay số nhanh
- Ăng ten trong

## Các tính năng khác
- FM Radio Stereo
- Nokia Life Tools (ở một số nơi)
- Có thể thay nắp lưng
- Đèn pin, loa ngoài
- Trò chơi (Bounce, Rapid Roll, Snake Xenzia)
- Lịch
- Tiên đoán cách nhập văn bản